# Batalha de Bergen

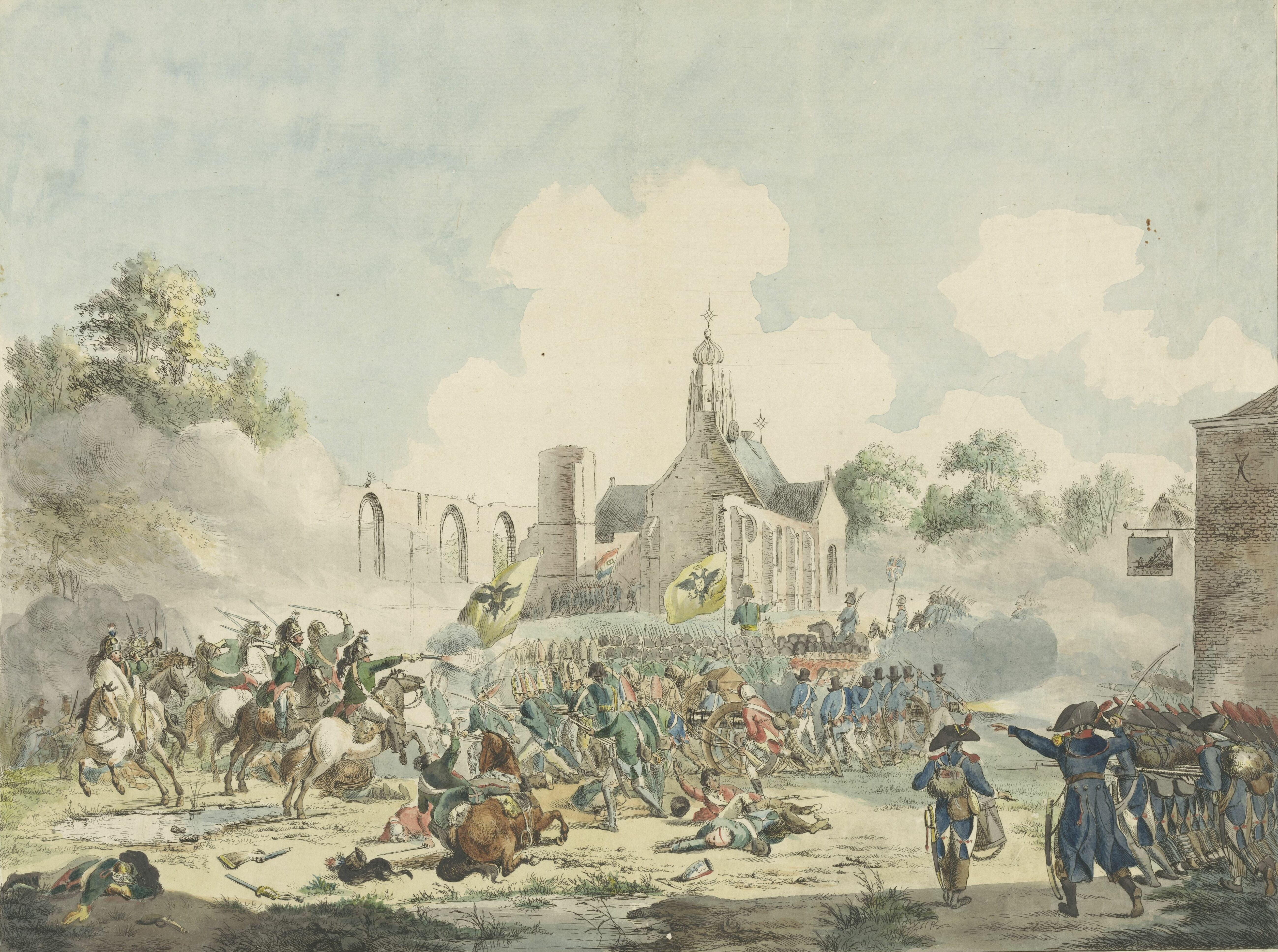
Parte da Guerra da Segunda Coligação

A Batalha de Bergen foi travada em 19 de setembro de 1799 como parte da Segunda Guerra de Coalizão na Holanda do Norte. Perto de Alkmaar e Bergen, as tropas das 1.ª Repúblicas Francesa e Batava sob o comando de Guillaume-Marie-Anne Brune e Herman Daendels derrotaram uma força combinada recentemente desembarcada da Rússia e da Grã-Bretanha, comandada pelo Duque de Iorque.

## Curso de Batalha
A batalha foi aberta pelas tropas russas que assumiram posições perto de Bergen às 8h do dia 19 de setembro. No entanto, esperaram em vão pelo apoio dos seus aliados britânicos. Estes nem sequer estavam preparados para a batalha, pois os comandantes britânicos e russos não conseguiram sincronizar os seus relógios. O resultado deste erro foi que as tropas russas foram rapidamente cercadas pelos franceses. Os russos foram expulsos de Bergen e tiveram que recuar para a vizinha Schoorl, que mais tarde também tiveram que abandonar.
A vila foi recapturada pelas forças britânicas sob o comando de Robert Manners. Estas tropas, reforçadas por algumas divisões russas e outras divisões britânicas, conseguiram repelir brevemente os franceses, mas devido à falta de munições e ao aumento do cansaço das tropas, logo se retiraram para Petten.
A coluna comandada pelo tenente-general Dundas atacou a aldeia de Warmenhuizen ao anoitecer , onde o inimigo estava bem posicionado com uma forte bateria de artilharia. Três batalhões russos comandados pelo major-general Sedmoratsky atacaram a vila de um lado e o 1º Regimento de Guardas simultaneamente do outro. Eles foram reforçados por ataques de granadeiros que na verdade pretendiam marchar para Schoorldam. Com esse apoio conseguiram tomar a aldeia.
Os britânicos também conseguiram capturar as aldeias de Hoorn e Oudkarspel. Mas, no geral, as tropas britânicas e russas estavam demasiado dispersas para lutar eficazmente contra os franceses. A falta de coordenação entre russos e britânicos, bem como as inundações e a falta de proteção nos flancos, foram os principais problemas. Portanto, os comandantes aliados decidiram retirar as suas tropas.

## Consequências
O recém-nomeado comandante russo Mikhail Kutuzov, que viajava de São Petersburgo para assumir o comando das tropas russas, soube do desastre em Hamburgo e regressou à Rússia, presumindo que a guerra estava perdida. Os batavos recuperaram todas as posições perdidas. Seu flanco foi protegido por inundações. Desta forma, a área entre Alkmaar e Zuiderzee poderia ser defendida com um pequeno número de tropas. O resto do exército, reforçado com novas tropas, concentrou-se entre Langedijk e o Mar do Norte. Além disso, Schoorldam, Oudkarspel e Koedijk foram fortificados. O próximo encontro entre os dois exércitos, a Batalha de Alkmaar, em 2 de outubro, terminou empatada, enquanto a Batalha de Castricum, em 6 de outubro, terminou com outra vitória franco-holandesa, desta vez decisiva. Em 18 de outubro, o Duque de Iorque assinou a Convenção de Alkmaar , na qual os britânicos e russos se comprometeram a retirar-se da Holanda. Pouco depois, a Rússia retirou-se da coligação anti-francesa e, portanto, da guerra. Os combates são registrados no Arco do Triunfo em Paris com a locação "Alkmaer".